# Escada de palavras

Gibão de Lewis Carroll na Vanity Fair, março de 1897, mudando a palavra "head" para "tail" em cinco etapas, uma letra por vez

Escada de palavras (também conhecida como Doublets,  links de palavras, quebra-cabeças de mudança de palavras, paragramas, laddergrams,  ou golfe de palavras) é um jogo de palavras inventado por Lewis Carroll. Um quebra-cabeça de escada de palavras começa com duas palavras e, para resolvê-lo, é preciso encontrar uma cadeia de outras palavras para ligar as duas, na qual duas palavras adjacentes (ou seja, palavras em etapas sucessivas) diferem em uma letra. 

## História
Lewis Carroll diz que inventou o jogo no Natal de 1877.  Carroll inventou o jogo de palavras para Julia e Ethel Arnold.  A primeira menção ao jogo no diário de Carroll foi em 12 de março de 1878, que ele originalmente chamou de "Word-links" e descreveu como um jogo para dois jogadores.  Carroll publicou uma série de quebra-cabeças e soluções de palavras, que ele então chamou de "Doublets", na revista Vanity Fair, começando com a edição de 29 de março de 1879.  Mais tarde naquele ano, foi transformado em livro, publicado pela Macmillan and Co. 
Vladimir Nabokov aludiu ao jogo usando o nome "golfe de palavras" no romance Pale Fire, no qual o narrador diz 'alguns dos meus registros são: ódio - amor em três, moça - homem em quatro, e viver - morto em cinco ( com "emprestar" no meio).' 
As escadas de palavras costumam aparecer nas palavras cruzadas do New York Times.   

## Regras
O jogador recebe uma palavra inicial e uma palavra final. Para ganhar o jogo, o jogador deve mudar a palavra inicial para a palavra final progressivamente, criando uma palavra existente a cada passo. Cada etapa consiste em uma substituição de uma única letra.  Por exemplo, a seguir estão as sete soluções mais curtas para o quebra-cabeça de palavras entre as palavras "cold" e "warm", usando palavras de Collins Scrabble Words.